# Friedhof Siebenhirten

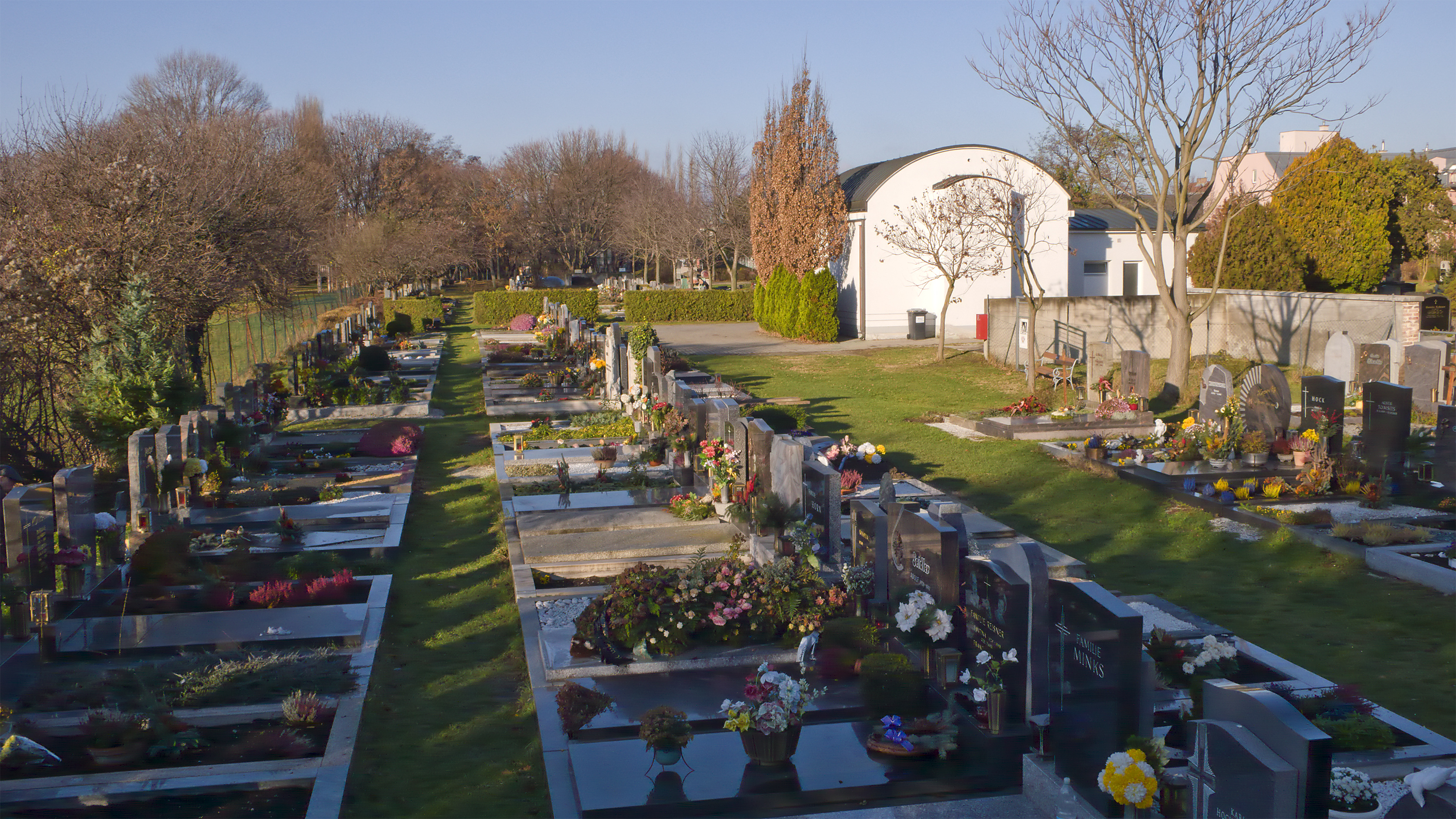
Friedhof Siebenhirten

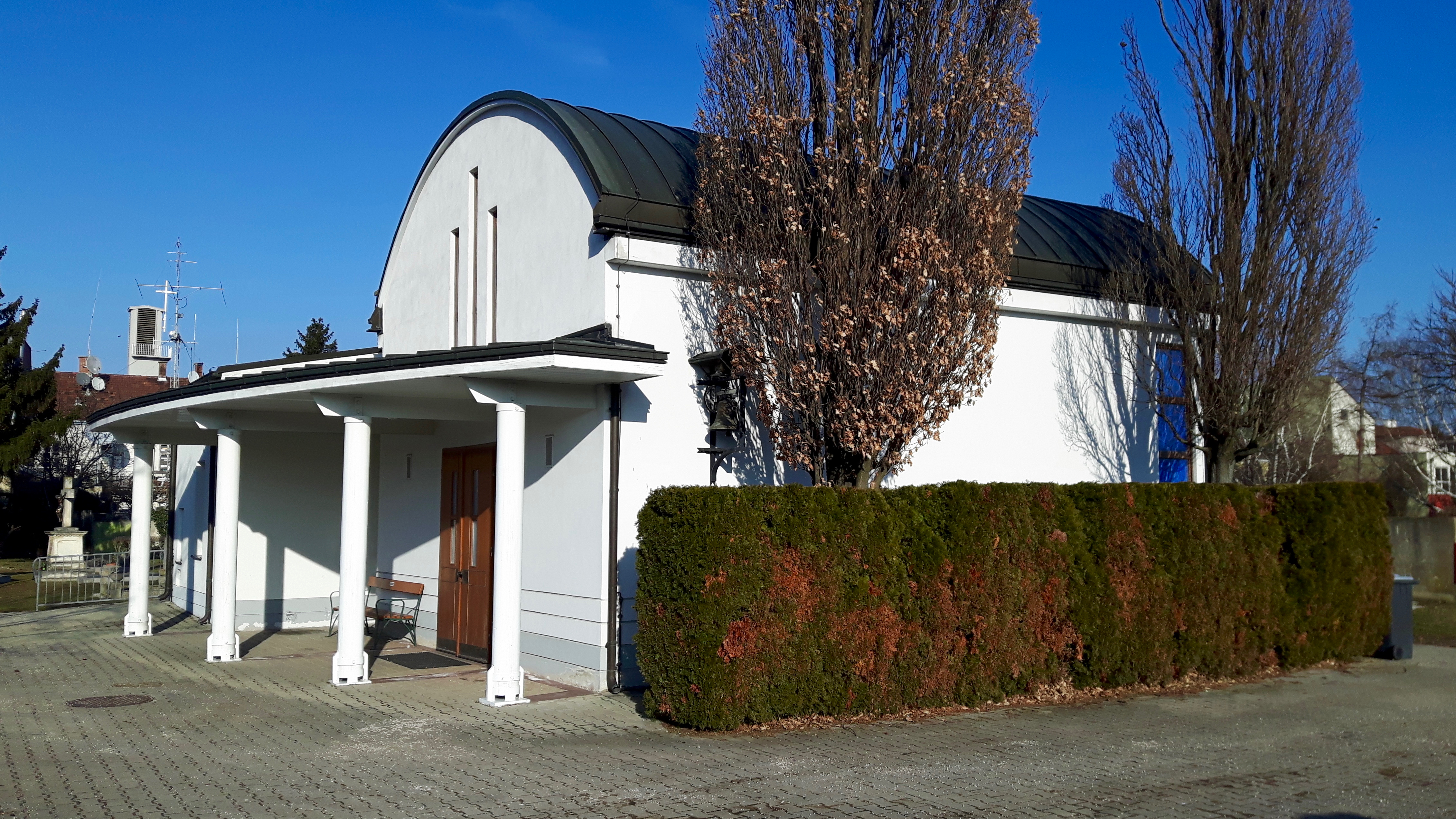
Aufbahrungshalle am Friedhof Siebenhirten

Der Friedhof Siebenhirten ist ein Friedhof im 23. Wiener Gemeindebezirk Liesing.

## Lage und Größe
Der Friedhof liegt im Bezirksteil Siebenhirten nordwestlich der Grenze zur niederösterreichischen Gemeinde Brunn am Gebirge. Er erstreckt sich über eine Fläche von 8511 m2 und weist 996 Grabstellen auf. Südlich des Friedhofs fließt der Petersbach.

## Geschichte
Der Friedhof Siebenhirten wurde in den 1780er Jahren angelegt. Auf Grund von steigenden Einwohnerzahlen wurde er 1847, 1875, um 1901 und zuletzt 1952 erweitert. Im Zweiten Weltkrieg wurde der Friedhof von Fliegerbomben schwer getroffen und von 1945 bis 1947 wieder instand gesetzt. Die Kirche, die sich auf dem Areal befand, wurde zerstört, die neue Pfarrkirche Siebenhirten wurde nördlich des Friedhofs errichtet und 1955 geweiht.
Im Jahr 1965 beschloss der Wiener Gemeinderat einstimmig, den Friedhof Siebenhirten ab 1985 aufzulassen, diese Frist wurde 1975 um zehn Jahre verlängert. Bei einer Volksbefragung im März 1980 sprach sich eine Mehrheit der Stimmbürger jedoch gegen eine Auflassung aus und der Beschluss des Gemeinderats wurde aufgehoben.